# Batalla de Meung-sur-Loire
La batalla de Meung-sur-Loire, librada el 15 de junio de 1429, fue una de las grandes victorias obtenidas por Juana de Arco en la Campaña del Loira, en la fase final del prolongado conflicto conocido como guerra de los Cien Años. Esta campaña siguió al levantamiento del sitio de Orleans por las fuerzas de la Doncella.

## Antecedentes
Meung-sur-Loire, pequeña aldea situada sobre la ribera norte del Loira, tenía una enorme importancia estratégica para los franceses, por el hecho de que, al igual que las demás ciudades atacadas en la Campaña del Loira, controlaba uno de los puentes sobre el río. Las fuerzas de Juana de Arco necesitaban imperiosamente dominar aquellos puentes, ya que de otra forma Francia quedaba dividida en dos (norte y sur) y el enemigo controlaría los únicos medios de cruce.
Después del 12 de junio de 1429, las fuerzas de Juana habían recuperado ya el control de dos de los puentes sobre el Loira: para ello, habían tenido que liberar Orleans y aplastar a los ingleses en la batalla de Jargeau.
El puente de Meung-sur-Loire sería el tercer objetivo vital de esta campaña, primera operación ofensiva de los franceses en más de una generación.
La idea de los ingleses era utilizar las ciudades que custodiaban los puentes como cabezas de playa para emprender una gigantesca operación ofensiva que, en teoría, les daría el control absoluto sobre el territorio francés completo. Como se comprende, los franceses debían hacer algo para evitarlo. Luego de Orleans y Jargeau, Juana decidió recuperar el puente de Meung-sur-Loire.

## La Batalla
Las defensas que los ingleses habían desarrollado en Meun-sur-Loire consistían en la muralla de la propia ciudad, las fortificaciones del puente en sí y un enorme castillo amurallado ubicado a poca distancia del pueblo, que el comandante Shrewsbury y su adjunto Scales utilizaban como cuartel general.
Juana y su segundo, el duque de Alençon, comandaban una fuerza de aproximadamente 7000 hombres. El competente grupo de oficiales de los que se habían rodeado incluían a Barbazul, Jean de Dunois, Jean Poton de Xaintrailles y La Hire.
El numeroso ejército galo efectuó un violentísimo ataque frontal contra las fortificaciones del puente y alcanzó a capturarlo en un solo día. A partir de entonces, el resto fue solo una operación de limpieza sobre el castillo y la ciudad. Al anochecer de ese mismo día todos los ingleses estaban muertos, heridos o en fuga, y Juana controlaba ya la mayor parte de los puentes sobre el Loira. Esto no solo le permitió mover sus tropas y suministros de un lado al otro, sino que impidió a los ingleses hacer lo mismo (al menos en Orleans, Jargeau y Meung-sur-Loire).
Luego de esta batalla, solo restaba recuperar el puente de Beaugency para que la Doncella tuviese el control total de la región.